# 20世纪最伟大的工程学成就
20世纪最伟大的工程学成就是由美国工程院评选的20世纪对世界和人类生活影响最大的二十项工程理论及其大规模应用。评出的标准并不仅限于20世纪内出现的工程理论及其应用，也包括19世纪就以出现，但是直至20世纪才大规模应用并且深刻的影响了人类社会的工程技术，例如飞机，早在19世纪便有人在研制早期飞机，但是飞机对人类社会产生的深刻影响要直到20世纪的上半叶。
这20项工程技术为：
1. 电气化技术及其应用
2. 机动车
3. 飞机
4. 自来水供应管网
5. 电子学技术
6. 无线电和电视
7. 机械化农业
8. 电脑（计算机）
9. 电话
10. 制冷（冷氣）和冷藏（冰箱）技术
11. 高速公路
12. 太空飛行器
13. 互联网
14. 摄影和摄像技术
15. 家用电器
16. 医药卫生工程
17. 石油和化工工业
18. 激光和光纤技术
19. 核工业
20. 材料科学和工程学